# Brot und Wein (Anthologie)
Brot und Wein ist der zusammenfassende Obertitel einer von Emil Wezel 1939 bis 1943 und wiederum 1957 bis 1959 herausgegebenen Zeitschriften-Reihe von Anthologien schwäbischer Dichtung des 20. Jahrhunderts.

## Charakteristik
Die im Zusammenhang mit der Entstehung des Schwäbischen Dichterkreises von 1938 gegründete Reihe, deren Titel auf die bekannte Hölderlin-Elegie Brod und Wein verweist, sollte das Gesicht der Landschaft und des Stammestums im klaren Spiegel seiner Dichtung sichtbar machen. Unter den Autoren der vier NS-zeitlichen Ausgaben finden sich Ludwig Finckh, Otto Heuschele, Isolde Kurz, August Lämmle, Otto Lautenschlager, Paul Schmid, Georg Schmückle, Gerhard Schumann, Wilhelm Schussen und Auguste Supper.
Nach dem Zweiten Weltkrieg nahm Wezel die Reihe unter demselben Titel wieder auf und brachte von 1957 bis 1959 drei weitere Bände heraus. In ihnen sind teilweise auch die Autoren der früheren Ausgaben wieder vertreten, zusätzlich aber auch Theodor Heuss mit dem Wiederabdruck eines älteren Beitrags, Hermann Hesse u. a.

## Ausgaben
- 1939: Brot und Wein. Jahresgabe schwäbischer Dichtung 1939. Hohenstaufen-Verlag, Stuttgart 1938.
- 1940: Brot und Wein. Jahresgabe Schwäbischer Dichtung 1940 (Innentitel: Jahresgabe 1940 des Schwäbischen Dichterkreises). Hohenstaufen-Verlag, Stuttgart 1939.
- 1941: Brot und Wein. Jahresgabe des Schwäbischen Dichterkreises 1941 (Innentitel: Jahresgabe 1941 des Schwäbischen Dichterkreises). Hohenstaufen-Verlag, Stuttgart 1940.
- 1942: Frucht der Zeit. Kriegsgabe schwäbischer Dichter. Hohenstaufen-Verlag, Stuttgart [1942].
- 1957: Brot und Wein. Jahresgabe schwäbischer Dichtung 1957. Kohlhammer, Stuttgart 1957.
- 1958: Brot und Wein. Jahresgabe schwäbischer Dichtung 1958. Kohlhammer, Stuttgart 1958.
- 1959: Brot und Wein. Jahresgabe schwäbischer Dichtung 1959. Kohlhammer, Stuttgart 1959.